# Dolná Mičiná
Dolná Mičiná (ungarisch Alsómicsinye) ist eine Gemeinde in der Mitte der Slowakei, mit 520 Einwohnern (Stand 31. Dezember 2024) und gehört zum Okres Banská Bystrica, einem Kreis des Banskobystrický kraj.

## Geographie

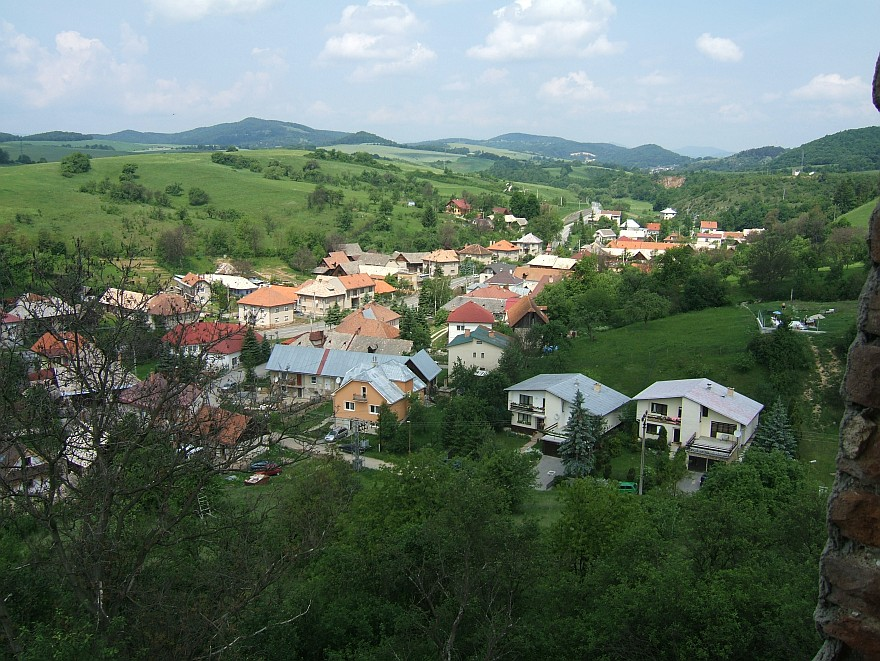
Blick auf Dolná Mičiná vom Landschloss

Die Gemeinde befindet sich im bergigen Teil des Talkessels Zvolenská kotlina in der traditionellen Landschaft Podpoľanie am Bach Mičinský potok. Das Ortszentrum liegt auf einer Höhe von 368 m n.m. und ist 10 Kilometer von Banská Bystrica entfernt.
Nachbargemeinden sind Horná Mičiná im Norden, Môlča im Nordosten, Čerín im Osten und Südosten, Sebedín-Bečov und Lukavica im Süden, Hronsek im Südwesten und Vlkanová im Westen.

## Geschichte

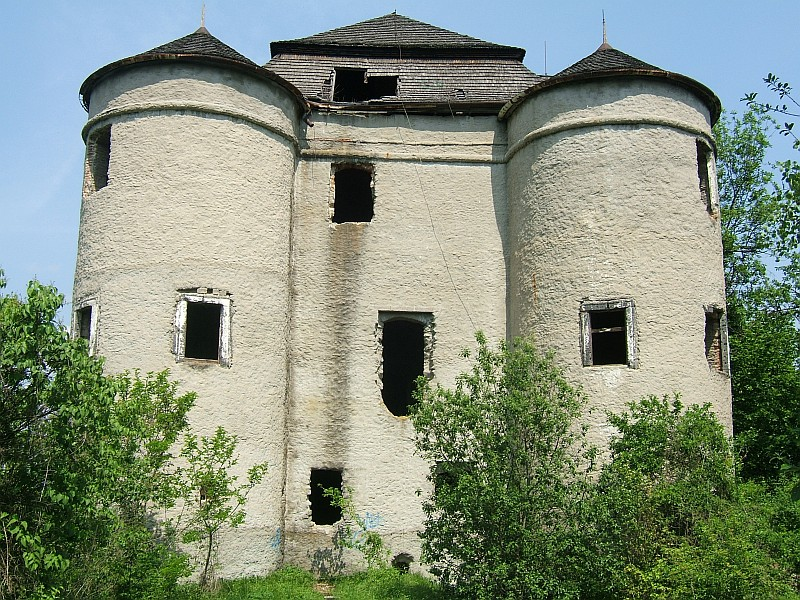
Landschloss Dolná Mičiná

Dolná Mičiná wurde zum ersten Mal 1402 als Alsowfalu (wörtlich „unteres Dorf“) schriftlich erwähnt, weitere historische Namen waren unter anderen Inferior Mychyna (1565), Also Mykefalwa (1572) und Dolní Mičina (1808). Das Dorf entstand in der zweiten Hälfte des 14. Jahrhunderts durch Erweiterung des ursprünglichen Ortes Mičiná. Bis zum 16. Jahrhundert war Dolná Mičiná Besitz der Familie Micsinyei, danach der Familie Beniczky. 1828 zählte man 92 Häuser und 490 Einwohner, die als Landwirte, Viehhändler und Weber beschäftigt waren.
Bis 1918 gehörte der im Komitat Sohl liegende Ort zum Königreich Ungarn und kam danach zur Tschechoslowakei beziehungsweise heute Slowakei.

## Bevölkerung
| Jahr:                | 1994. | 2004.    | 2014.   | 2024.    |
| -------------------- | ----- | -------- | ------- | -------- |
| Anzahl der Personen: | 322   | 362      | 392     | 520      |
| Unterschied:         |       | +12,42 % | +8,28 % | +32,65 % |

| Jahr:                | 2023. | 2024.   |
| -------------------- | ----- | ------- |
| Anzahl der Personen: | 516   | 520     |
| Unterschied:         |       | +0,77 % |

Nach der Volkszählung 2011 wohnten in Dolná Mičiná 367 Einwohner, davon 347 Slowaken und drei Tschechen. 17 Einwohner machten keine Angabe zur Ethnie.
136 Einwohner bekannten sich zur Evangelischen Kirche A. B., 102 Einwohner zur römisch-katholischen Kirche und 24 Einwohner zur griechisch-katholischen Kirche. 64 Einwohner waren konfessionslos und bei 41 Einwohnern wurde die Konfession nicht ermittelt.

## Bauwerke
- Landschloss der Familie Beniczky im Renaissance-Stil aus dem Jahr 1667, das aus einem befestigten Schloss aus dem 16. Jahrhundert hervorging, heute in verfallendem Zustand

## Nachweise
1. ↑  Hustota obyvateľstva - obce [om7014rr_obc=AREAS_SK, v_om7014rr_ukaz=Rozloha (Štvorcový meter)]. Statistical Office of the Slovak Republic, 31. März 2025, abgerufen am 31. März 2025 (slowakisch).
2. ↑  Počet obyvateľov podľa pohlavia - obce (ročne) [om7101rr_obce=AREAS_SK]. Statistical Office of the Slovak Republic, 31. März 2025, abgerufen am 31. März 2025 (slowakisch).
3. 1 2  Počet obyvateľov podľa pohlavia - obce (ročne) [om7101rr_obce=AREAS_SK]. Statistical Office of the Slovak Republic, 31. März 2025, abgerufen am 31. März 2025 (slowakisch).
4. ↑  Ergebnisse der Volkszählung 2011 (slowakisch) (Memento des Originals vom 5. März 2016 im Internet Archive)  Info: Der Archivlink wurde automatisch eingesetzt und noch nicht geprüft. Bitte prüfe Original- und Archivlink gemäß Anleitung und entferne dann diesen Hinweis.